# Толоса (Гіпускоа)
Толоса (баск. Tolosa, ісп. Tolosa) — муніципалітет в Іспанії, у складі автономної спільноти Країна Басків, у провінції Гіпускоа. Населення — 18 044 особи (2009).
Муніципалітет розташований на відстані близько 330 км на північний схід від Мадрида, 22 км на південь від Сан-Себастьяна.
На території муніципалітету розташовані такі населені пункти: (дані про населення за 2009 рік)
- Альдаба: 77 осіб
- Аусочикія: 152 особи
- Бедайо: 79 осіб
- Монтескуе: 146 осіб
- Сан-Блас: 5590 осіб
- Сан-Естебан: 461 особа
- Санта-Лусі: 164 особи
- Толоса: 11255 осіб
- Уркісу: 42 особи
- Усабаль: 78 осіб

## Демографія
Динаміка населення (INE ):

## Галерея зображень

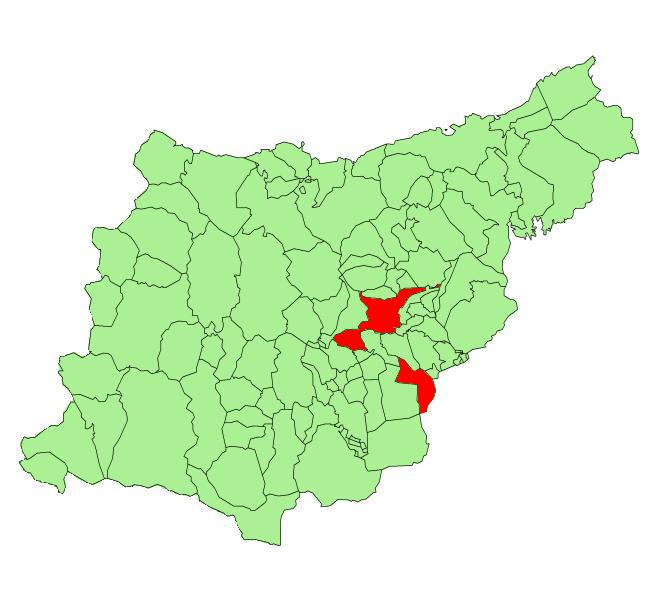
Розташування муніципалітету
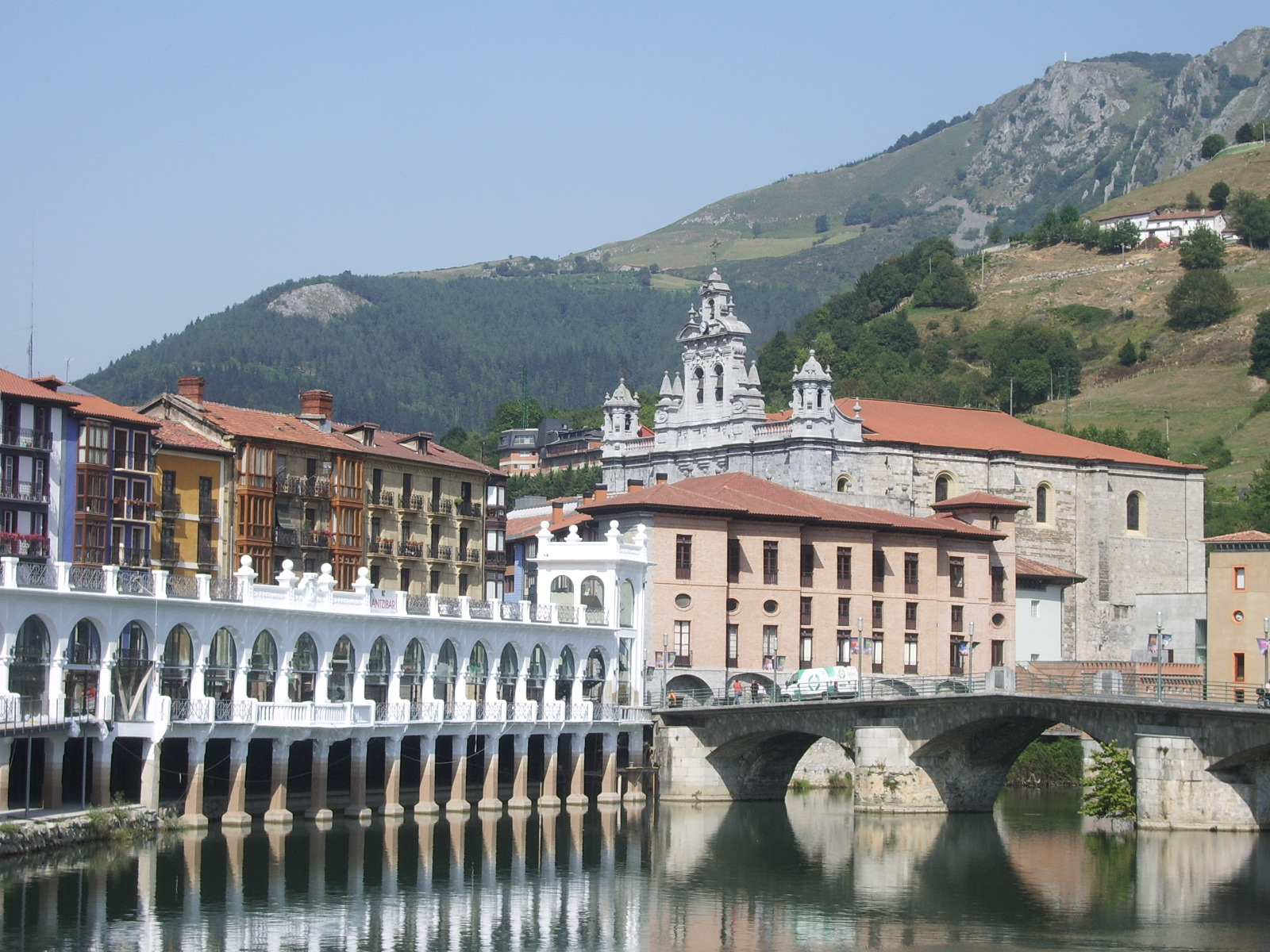
Річка Орія, на задньому плані церква Санта-Марія